# Settignano
Settignano is een plaats (frazione) in de Italiaanse gemeente Firenze

## Geboren
- Valerio Cioli (ca 1529), beeldhouwer